# Nassau-Usingen
Nassau-Usingen was een tot de Boven-Rijnse Kreits behorend graafschap (1688 vorstendom) binnen het Heilige Roomse Rijk.

## Inleiding
De oorsprong van het graafschap Usingen ligt in het middeleeuwse graafschap Weilnau. In 1326 verwierf de Walramse tak van Nassau de heerlijkheid Neuweilnau als pand, in 1565 de ene helft van de heerlijkheid Altweilnau van de heren van Eppstein en in 1631 de andere helft van de graven van Nassau-Hadamar. De graaf van Nassau bouwde in Neuweilnau de burcht Usingen, waar een stad bij ontstond.
Sinds 1605 waren alle landen van de Walramse tak van het huis Nassau onder graaf Lodewijk II verenigd. Hij voerde een gecentraliseerd bestuur, met Saarbrücken als centrum. Dit had echter geen blijvende effecten, want in 1629 vond een nieuwe verdeling van de landen plaats, midden in de Dertigjarige Oorlog en dat maakte de gebieden weerloos tegen militair geweld. De deling van 1629 kon aanvankelijk niet uitgevoerd worden omdat de graven op de vlucht waren voor oorlogsgeweld. De definitieve verdeling vond plaats op 6 maart 1651, dus na afloop van de Dertigjarige Oorlog.
- Johan kreeg het graafschap Wiesbaden-Idstein met de heerlijkheid Lahr en het halve ambt Kirberg.
- Willem Lodewijk kreeg het graafschap Saarbrücken met Jugendheim, Wöllstein, Alt- und Neuweilnau, Usingen en Kirberg
- Ernst Casimir kreeg het graafschap Weilburg met Reichelsheim, Kirchheim, Stauf en de Rijndorpen

Bij deze deling was de toewijzing van het gebied van Weilnau, Usingen en Kirberg aan Nassau-Saarbrücken kennelijk een afronding. Het gebied ligt ver verwijderd van het kerngebied rond Saarbrücken.

## Nassau-Usingen (1659-1735)
De situatie veranderde toen het graafschap Nassau-Saarbrücken in 1659 verder werd verdeeld:
- Johan Lodewijk kreeg Ottweiler (uitgestorven 1728)
- Gustaaf Adolf kreeg Saarbrücken (uitgestorven 1723)
- Walraad kreeg Usingen (uitgestorven 1816)

De jongste van de drie broers kreeg niet het beste deel uit de vaderlijke erfenis. De nieuwe residentie Usingen voldeed niet aan de eisen van graaf Walraad en hij bouwde een nieuwe barokke residentie. Walraad was een bekend Nederlands veldheer, die op 4 augustus 1688 in de rijksvorstenstand werd verheven.
Na de dood van Willem Hendrik in 1718 voerde zijn weduwe Charlotte Amalia van Nassau-Dillenburg tot 1735 de regering voor haar beide minderjarige zoons. Het bezit van de vorsten van Nassau-Usingen breidde zich in die tijd sterk uit door het uitsterven van de Nassau-Idstein in 1721, Nassau-Saarbrücken in 1723 en Nassau-Ottweiler in 1728. Na het uitsterven van Nassau-Ottweiler kwamen deze drie erfenissen aan Nassau-Usingen. Bijna alle landen van de Walramse tak waren nu herenigd, alleen Nassau-Weilburg was nog een afzonderlijk graafschap.

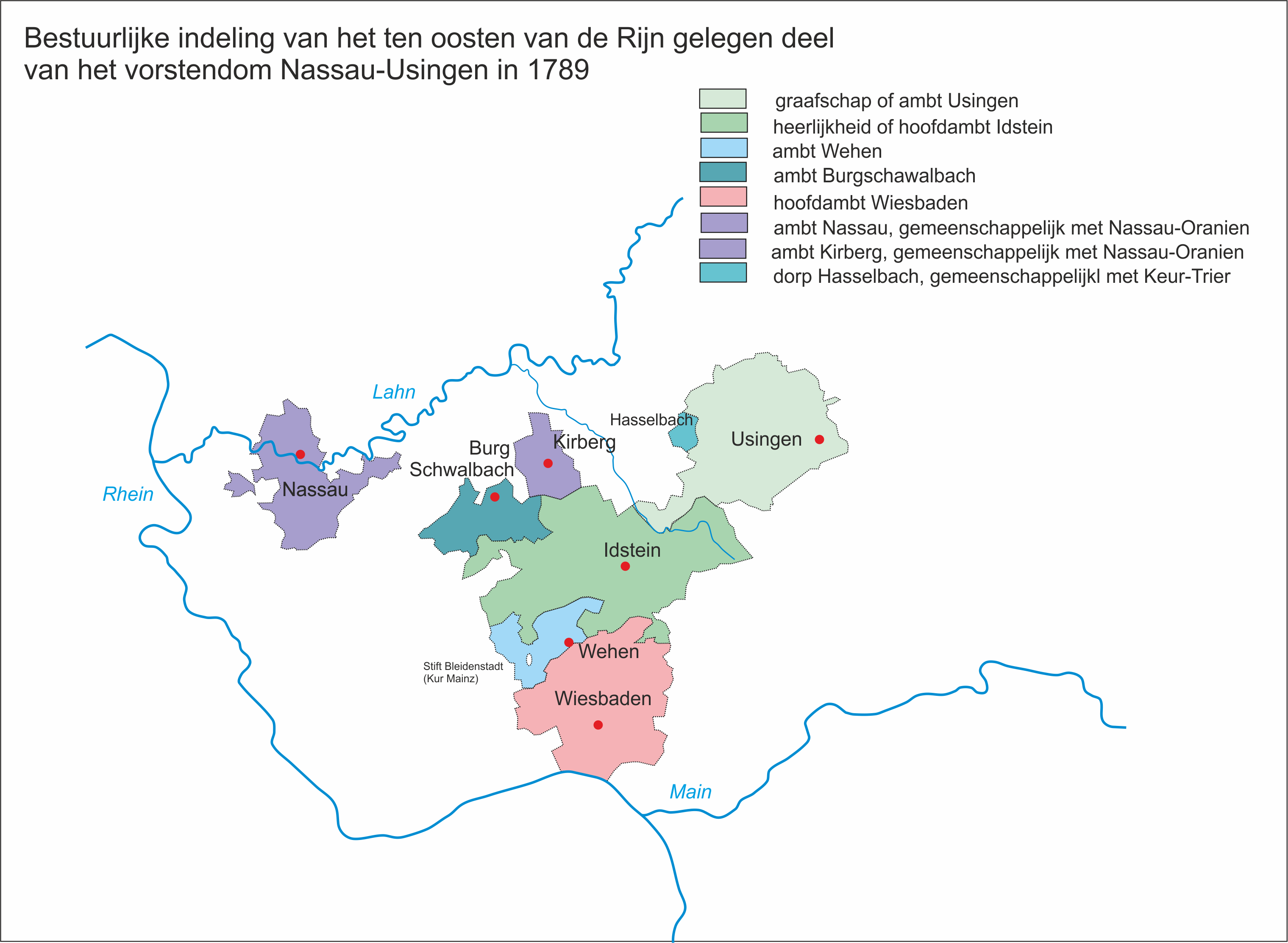
kaart van de administratieve indeling van het vorstendom Nassau-Usingen in 1789

## Nassau-Usingen (1735-1806)
In 1735 werd het bezit echter weer verdeeld na de beëindiging van het regentschap.
- Karel kreeg Nassau-Usingen (uitgestorven 1816)
- Willem Hendrik kreeg Nassau-Saarbrücken (uitgestorven 1797).

Dit was de laatste deling binnen het huis Nassau. In 1755 voerde Nassau-Usingen de priomogenituur in. Usingen was nu weer een tweederangs plaats voor het vorstenhuis. Vorst Karel verplaatste dan ook in 1744 zijn residentie naar Biebrich en de regeringszetel naar Wiesbaden. 
Toen in 1797 de tak Nassau-Saarbrücken uitstierf had dat geen directe gevolgen. Nassau-Usingen erfde alleen de aanspraken, want het graafschap was inmiddels ingelijfd bij Frankrijk. In de Vrede van Lunéville van 1801 werd deze inlijving van de kant van het heilige Roomse Rijk erkend.
In paragraaf 12 van de Reichsdeputationshauptschluss van 25 februari 1803 werd het volgende vastgelegd: de vorst van Nassau-Usingen kreeg voor het verlies van het vorstendom Saarbrücken, 2/3 deel van het graafschap Saarwerden, de heerlijkheid Ottweiler en Lahr in de Ortenau:
- de ambten Königstein, Höchst, Kronenburg, Rüdesheim, Oberlahnstein, Eltville, Haarheim en Kassel van het voormalige keurvorstendom Mainz en de bezittingen van het domkapittel op de rechter oever van de Main.
- het ambt Kaub met onderhorigheden van het keurvorstendom van de Palts.
- de rest van het keurvorstendom Keulen met uitzondering van de ambten Altwied en Neuburg.
- de ambten Katzenelnbogen, Braubach, Ems, Eppstein en Kleeberg van het landgraafschap Hessen.
- de dorpen Weiperfelden, Soden, Sulzbach (Taunus), Schwanheim en Okriftel.
- het graafschap Sayn-Altenkirchen.

In paragraaf 32 werd Nassau-Usingen een zetel in de raad der vorsten van de Rijksdag toegekend.
Vorst Frederik August trad in 1806 toe tot de Rijnbond en Napoleon verenigde Usingen, met zijn toestemming, op 30 augustus van dat jaar met Nassau-Weilburg tot het Hertogdom Nassau. 
In de Rijnbondakte van 12 juli 1806 werd het volgende vastgelegd:
- Artikel 5: de chef van het huis Nassau voert de titel hertog.
- Artikel 16: de hertog van Nassau staat aan het groothertogdom Berg af de stad Deutz met bijbehorend gebied, de stad en het ambt Königswinter en het ambt Willich.
- Artikel 24: Onder de soevereiniteit van de hertog van Nassau-Usingen en de vorst van Nassau-Weilburg komen de ambten Dierdorf, Altenwied en Neuerburg, het gedeelte van het graafschap Nieder-Isenburg dat Wied-Runkel bezit, de graafschappen Wied-Neuwied en Holzappel, de heerlijkheid Schaumburg, het graafschap Dietz en onderhorigheden, het deel van het dorp Mensfelden dat Nassau-Fulda bezit, het ambt Wehrheim en Burbach, het deel van de heerlijkheid Runkel dat op de linker oever van de Lahn ligt, de rijksridderlijke heerlijkheid Cransberg en de ambten Hohensolms, Braunfels en Greifenstein. Dit is de mediatisering.

Vanaf 1806 bestuurden vorst Frederik Willem van Nassau-Weilburg en hertog Frederik August samen Hertogdom Nassau.

## Heersers
| regering     | naam            | geboren   | overleden  | familie                                         |
| ------------ | --------------- | --------- | ---------- | ----------------------------------------------- |
| 1640/59-1702 | Walraad         | 5-3-1635  | 17-10-1702 | zoon van Willem Lodewijk van Nassau-Saarbrücken |
| 1702-1718    | Willem Hendrik  | 2-5-1684  | 14-2-1718  | zoon                                            |
| 1718-1775    | Karel           | 1-1-1712  | 26-6-1775  | zoon                                            |
| 1775-1803    | Karel Willem    | 9-11-1735 | 17-5-1803  | zoon                                            |
| 1803-1806    | Frederik August | 23-4-1738 | 24-3-1816  | broer                                           |

Ascaniërs · Habsburg · Hannover (Welfen) · Hohenzollern · Holstein-Gottorp (Oldenburg) · Liechtenstein1 · Lippe · Nassau-Usingen · Nassau-Weilburg2 · Obotriten · Oldenburg2 · Nassau-Dietz2 · Reuss · Schwarzburg · Waldeck · Welfen · Wettin2 · Wittelsbach · Württemberg · Zähringen

1Regeert thans nog in Liechtenstein. 2Regeert thans nog, maar niet meer over een Duits te noemen land.